# صاف‌ماهی‌ها
صاف‌ماهی‌ها (نام علمی: Pleuronectes) نام یک سرده از زیرخانواده راست‌رویان است.

## گونه‌ها
- صاف‌ماهی اروپایی کارل لینه, 1758 (European plaice)
- کفشک نرم آمریکایی (T. N. Gill, 1864) (American Smooth Flounder)
- صاف‌ماهی الاسکا پیتر سایمون پالاس, 1814 (Alaska plaice)